# Athén villamosvonal-hálózata
Athén villamosvonal-hálózata (görög nyelven: Τραμ) a görög főváros villamosvonalainak az összessége. Összesen 3 vonalból áll, 48 megálló található rajta. A hálózat teljes hossza 27 km.
A villamosvonal a Szindagma térről indul, Palaio Falironál kétfelé válik, az egyik vonal Glifadába, a másik Neo Faliroba közlekedik.
A vágányok normál nyomtávolságúak, az áramellátás felsővezetékről történik, a feszültség 750 V egyenáram.  Tulajdonosa és üzemeltetője a Urban Rail Transport S.A. (STASY). 

## Története
Athénban már korábban is, 1882 és 1960 között is közlekedett villamos. De 1960-ban a hálózatot felszámolták és trolibuszokkal és autóbuszokkal helyettesítették. Csak mintegy 40 évvel később indult el a villamos közlekedés a városban, modernebb formában. A forgalom 2004. július 19-én  indult el. Jelenleg ez az egyetlen működő villamoshálózat Görögországban.